# تئاتر پلی‌هاوس
تئاتر پلی‌هاوس (انگلیسی: Playhouse Theatre) یک سالن نمایش در لندن، انگلستان است.
این سالن تئاتر که در خیابان کراون قرار دارد در سال ۱۸۸۲ میلادی تأسیس شده و جزئی از تئاتر وست اند محسوب می‌شود. تئاتر پلی‌هاوس دارای ۷۸۶ نفر ظرفیت می‌باشد.

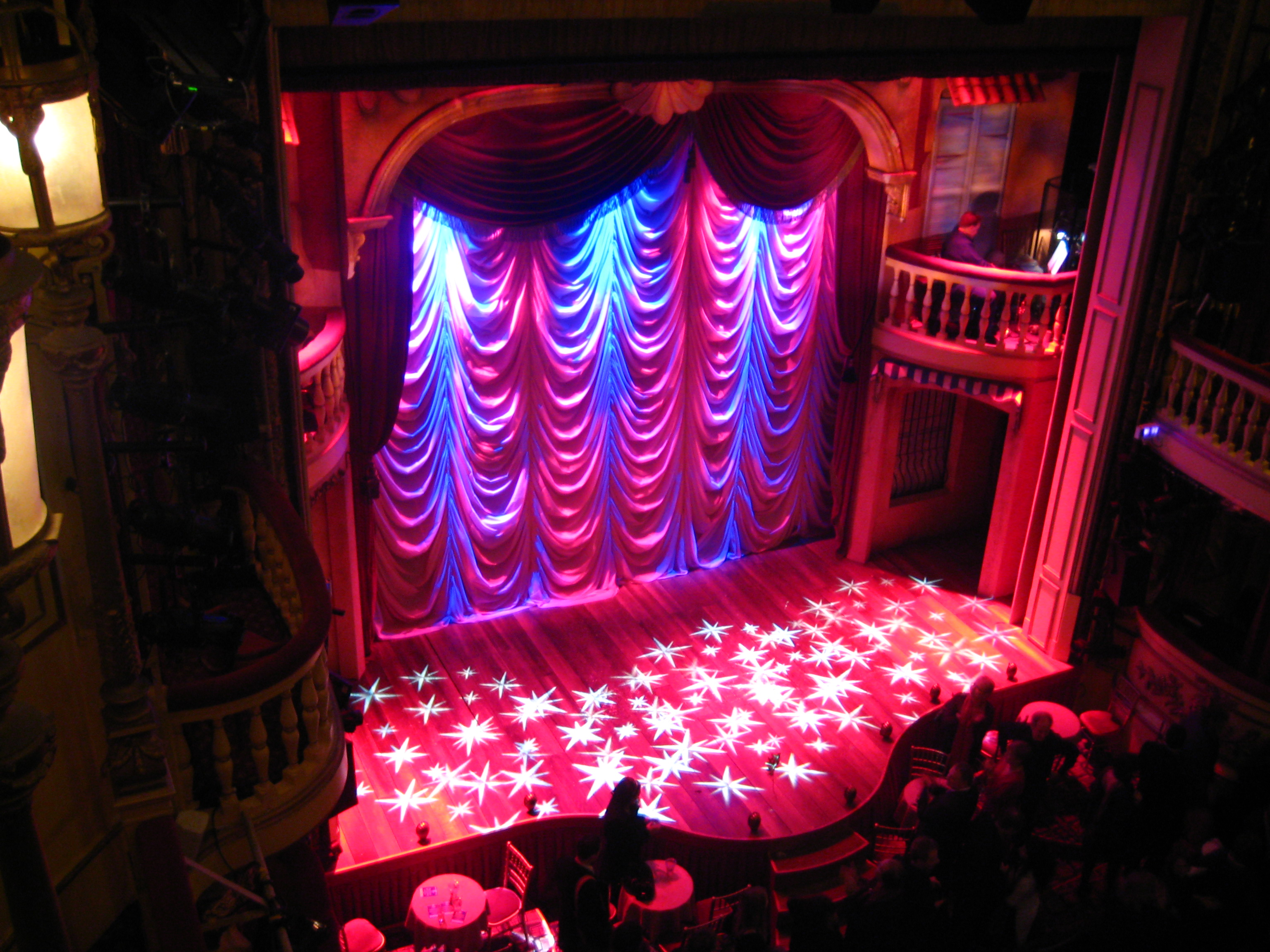
نمای از داخل تئاتر پلی‌هاوس